# Districte de Rangpur
|  | Aquest article tracta sobre el districte de Bangladesh. Si cerqueu districte de Rangpur a Assam, vegeu «Districte de Sibsagar». |

El districte de Rangpur és una divisió administrativa a la divisió de Rajshahi a Bangladesh amb una superfície de 2.307.78 km² i una població de 251.699 habitants (cens del 2001). La capital és Rangpur. És una plana al·luvial sense cap elevació rellevant; la part oriental està formada per la vall del Brahmaputra i la resta per una xarxa de rius que sovint obren nous canals en el camps. Ela fluents principals del Brahmaputra a la regió són el Tista, Dharla, Sankos i Dudhkumar. Entre els rius importants a la resta cal esmentar el Ghaghat, abans branca del Tista que va canviar el curs al segle xviii, el Karatoya (amb els afluents Sarbamangala i Jabuneswari) i el Dharla; dos altres rius menors mereixen ser esmentats: el Manas i el Gujaria.

## Administració
El districte té tres municipalitats, Rangpur (Sadar), Badarganj, i Haragach, i 8 upaziles:
- Badarganj
- Gangachhara
- Kaunia
- Rangpur Sadar
- Mithapukur
- Pirgachha
- Pirganj
- Taraganj

## Història
Rangpur formava la part més occidental del regne de Kamrup (Kamarupa o Pragjyotisha) que s'estenia fins al Karatoya. La capital estava a l'est però el gran raja Bhagadatta, la derrota del qual s'esmenta a l'èpica índia hauria construït una nova residència a Rangpur, que es traduiria com a ""llar de plaer". Les tradicions locals han conservat els noms de les tres dinasties que van regir el territori abans del segle XV: la primera està associada a Prithu Raja, del qual es conserven les gran ruïnes de la seva capital a Bhitargarh al districte de Jalpaiguri; Va seguir una dinastia de quatre reis amb el nom dinàstic de Pal (Pala) que apareix en altres llocs de Bengala i d'Assam. I la darrera fou una dinastia de tres reis, Niladhwaj, Chakradhwaj i Nilambar, el primer dels quals va fundar Kamatpur a Cooch Behar. Raja Nilambar hauria estat un monarca notable però el 1498 es va enfrontar a Ala al-Din Husain, el rei afganès de Gaur, que per un estratagema es va apoderar de la seva capital i el va portar presoner en una caixa de ferro cap a Bengala. No obstant els musulmans no van conservar el país; va seguir un període d'anarquia i les tribus van assaltar i saquejar Rangpur; entre aquestes tribus la principals els kochs dirigits per Biswa Singh, fundador de la darrera dinastia de Koch_Bihar.
Quan els emperadors mongols van establir la seva supremacia a Bengala, els virreis van començar a pressionar ca a la frontera nord-est més enllà del Brahmaputra. El 1603 els musulmans estaven fermament establerts a Ranganiati a Goalpara; el país de Rangpur propi no obstant no fou sotmès completament fins al 1661 encara que nominalment havia estat annexionat el 1584. A la part nord els rages de Cooch Behar van oferir tanta resistència que el 1711 van obtenir un tractat favorable segons el qual pagaven un tribut com a zamindars per les parganes de Boda, Patgram i Purbabhag, però conservaven la seva independència al mateix Koch Behar.
Quan la Companyia Britànica de les Índies Orientals va adquirir el govern de Bengala el 1765, la província de Rangpur, com era anomenada, era una zona de frontera cap a Nepal, Bhutan, Assam i Koch Bihar i incloïa el que fou el districte de Rangamati (Goalpara), a l'est del Brahmaputra, i gran part del que fou el districte britànic de Jalpaiguri; la gran superfície va impedir als primers col·lector anomenats de mantenir l'orde que va esdevenir un refugi segur pels bandits. Els primers records del Rangpur britànic són una sèrie de queixes sobre aquesta situació i de topades entre els destacaments de sipais i bandes armades de dacoits (bandits). El 1772 els dacoits, reforçats amb tropes llicenciades pels rages natius de la zona i per camperols arruïnats durant la fam del 1770, en grups de 50 mil (sic) homes, van saquejar i cremar diversos pobles. Una força britànica enviada contra ells va ser rebutjada; el 1773 el capità Thomas, enviat amb un altre destacament, va ser derrotat. Van ser necessaris quatre batallons. El 1789 el col·lector va dirigir una campanya regular contra els que alteraven la pau que havien fugit cap a la selva de Baikuntpur, actualment a la part occidental del districte de Jalpaiguri, on foren bloquejats per una força de 200 barkandaz i obligats a rendir-se; almenys 549 dacoits foren jutjats. Inicialment la terra fou confiada a terratinents com era costum sota els musulmans però el 1782 els abusos del notable terratinent raja Devi Singh de Dinajpur, va empenyer als cultivadors de Rangpur a revoltar-se i el govern va evitar llavors als zamindars i va entrar en tractes directes amb els cultivadors.
Posteriorment va ser objecte d'algunes modificacions territorials: la part a l'est del Brahmaputra va formar el districte de Goalpara el 1822, el qual el 1826 fou transferit a la província d'Assam; les parganes del nord van formar el districte de Jalpaiguri i les del sud foren transferides al districte de Bogra. El gran estat de Patiladaha estava situat en part a Rangpur i en part a Mymensingh, i pagava impostos al primer però la jurisdicció judicial era del segon.
El districte tenia una superfície de 9.047 km² i la població era:
- 1872: 2.153,686
- 1881: 2.097.964
- 1891: 2.065.464
- 1901: 2.154.181

Administrativament estava format per quatre subdivisions: 
- Rangpur
- Nilphamari
- Kurigram
- Gaibanda o Gaibandha

Les principals ciutats eren Rangpur i Saidpur. La llengua comuna era el bengalí, dialecte rangpuri o rajbansi. Els musulmans eren el 64% i els hindús el 36%; dels hindú la majoria eren d'ètnia rajbansi (parents dels koch); entre els castes els basihnabs, chandals i kaibarttes. El 85% vivia de l'agricultura. Vers el 1800 incloïa 75 hisendes però per successives particions i per transferències d'altres districtes van passar a ser un segle després 659.
La subdivisió de Rangpur tenia una superfície de 2.955 km² i la població el 1901 era de 658.291 habitants repartits entre la ciutat i municipalitat de Rangpur (15.960) i 1.897 pobles.
Modernament el districte de Rangpur es va dividir formant els següents districtes:
- Districte de Rangpur
- Districte de Kurigram
- Districte de Nilphamari
- Districte de Lalmonirhat
- Districte de Gaibandha

## Arqueologia
- A la riba esquerra del Karatoya, a Kamatapur, a uns 45 km al sud de Rangpur, hi ha les ruïnes d'un antic fort que la tradició fa construït per Nilambar, el darrer dels rages Khen d'Assam. Prop hi ha un dargah o capella musulmana construïda per un sant anomenat Ismail Ghazi, governador de Ghoraghat, que va convertir a l'islam als zamindaris de la regió.
- Al sud de Dimla hi ha les restes d'una ciutat fortificada coneguda com a Dharma Pal i connectada amb els rages Pal de Rangpur.
- A 4 km a l'est de Gobindganj hi ha les ruïnes d'un temple de Sarbamangala, de prop de 400 anys, amb pintures de les batalles descrites al Ramayana i Mahabharata.